# Coccometra
Genre
Coccometra est un genre de comatules de la famille des Antedonidae.

## Liste d'espèces
Selon World Register of Marine Species (2 avril 2015) :
- Coccometra guttata AH Clark, 1918 -- Golfe du Mexique, 150-350 m de profondeur
- Coccometra hagenii (Pourtalès, 1868) -- Golfe du Mexique, 14-1 046 m de profondeur
- Coccometra nigrolineata AH Clark, 1918 -- Golfe du Mexique, 42-987 m de profondeur